# 32a Brigada Mixta (Exèrcit Popular de la República)
La 32a Brigada Mixta va ser una unitat de l'Exèrcit Popular de la República que va operar durant la Guerra Civil Espanyola. Comandada inicialment pel major de milícies Nilamón Toral Azcona, va tenir una destacada actuació al llarg de la contesa, arribant a prendre part en les batalles de Brunete, Belchite, la Teruel o la defensa de la línia XYZ al Llevant.

## Historial
La unitat va ser creada el 31 de desembre a El Escorial, a partir de l'antiga columna Mangada.
Va quedar adscrita inicialment a la 3a Divisió del I Cos d'Exèrcit i en fou designant comandant el major de milícies Nilamón Toral Azcona, d'ideologia comunista. Posteriorment, seria assignada a la 35a Divisió. Va entrar en combat per primera vegada durant la batalla de Brunete, si bé inicialment va quedar situada reserva. El 8 de juliol va atacar pel flanc dret de línia principal d'atac i el dia 25 va rebutjar un atac de les forces franquistes, resistint durant tres dies, sense cedir posicions.

### Front d'Aragó

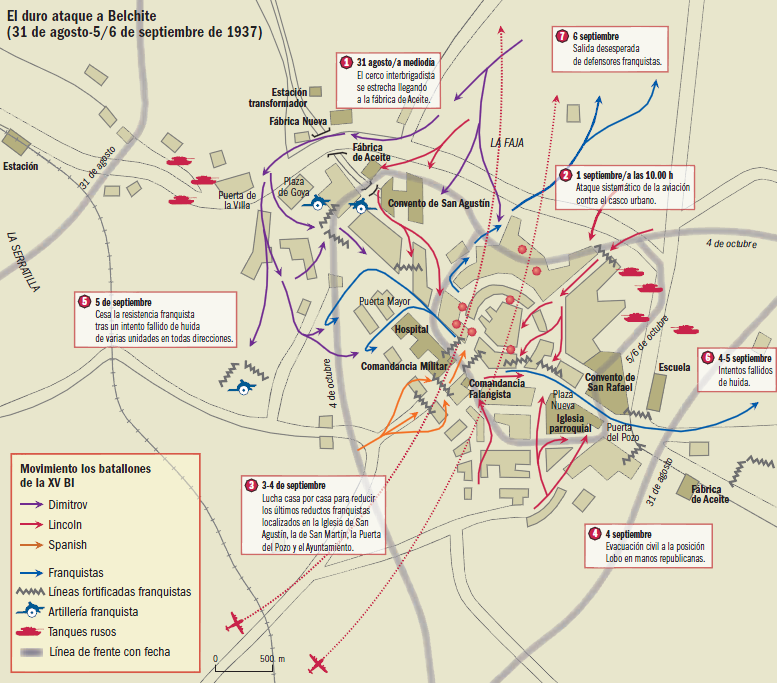
Mapa de l'assalt republicà a Belchite a l'agost-setembre de 1937.

Unes setmanes després tornaria a distingir-se durant l'ofensiva de Saragossa, integrada en la 35a Divisió del V Cos d'Exèrcit. Al costat dels brigadistes internacionals, el 24 d'agost la 32a BM es va dirigir al sector de Mediana, on va rebutjar diversos atacs franquistes, i posteriorment va marxar sobre Belchite. Va ser rellevada per la 21a Brigada Mixta, encara que el 27 d'agost va tornar una altra vegada a la primera línia del front per a, en relleu de la 153a Brigada Mixta, aconseguir el cèrcol i la posterior ocupació de Codo. Cinc dies després ja es trobava combatent a l'interior de Belchite, on els seus batallons van prendre part en la lluita casa per casa. El 5 de setembre un dels seus batallons havia ocupat el seminari, mentre que els altres s'havien fet amb l'Ajuntament i la comandància militar. En caure la localitat, Nilamón Toral va ser nomenat comandant militar de Belchite.
Al desembre va participar en la batalla de Terol, on va destacar per la captura d'alguns punts estratègics de la ciutat: la caserna de la Guàrdia Civil, l'Església de San Juan, l'edifici de Correus, i els convents de Santa Clara i Santa Teresa. Posteriorment va passar al front del Alfambra, on va quedar adscrita a la 70a Divisió del XXI Cos d'Exèrcit. Quan Terol va caure una altra vegada en mans de l'Exèrcit franquista, la brigada va passar a cobrir el sector de Montalbán.

### Llevant i Extremadura
Al març de 1938, quan els franquistes llancen la seva ofensiva a Aragó, la 32a BM es trobava en la zona d'Utrillas, veient-se obligada a retirar-se davant l'embranzida enemiga.
Després d'un difícil replegament va arribar al sector del Llevant molt infringida (la zona republicana havia quedat partida en dues), va caldre passar-la a la reserva perquè es refés. A l'abril es trobava protegint el sector d'Albocàsser-les Coves de Vinromà. Durant les següents setmanes els combats en el Front de Llevant van ser constants, encara que la unitat va continuar defensant les localitats d'Albocàsser i Xest enmig d'acarnissats combats, atacs aeris i bombardejos de l'artilleria, la qual cosa li va valer ser proposada per a la concessió de la Placa Llorejada de Madrid. Les baixes durant tot aquest període van ser molt elevades: més de 2.000 efectius de la brigada van ser baixa de diferents tipus, per la qual cosa el 9 de juny el comandament republicà la va traslladar a l'avantguarda, novament molt infringida.
Al començament de desembre la brigada va ser enviada al front d'Extremadura, on estava previst que intervingués en una nova ofensiva republicana, arribant a ocupar diverses posicions durant la batalla. Al març de 1939, en ocasió del cop de Casado, la brigada es trobava a Madrid i va donar suport al govern de Negrín, però va ser reduïda.

## Publicacions
La unitat va arribar a editar un periòdic propi, Avance, antic òrgan de la columna «Mangada».

## Comandaments
Comandants
- Major de milícies Nilamón Toral Azcona;
- Comandant d'Infanteria Maurici Carrasco Castro;
- Major de milícies Gabriel Pareja Núñez?
- Major de milícies Manuel Jiménez Martín;
- Major en campanya Fidel Ruiz Sánchez;

Comissaris
- Mariano Illeras Olivares;
- Pedro Romeral Ariza, de les JSU;[12]